# Паралич
Парали́ч (от др.-греч. παράλυσις «расслабление»), полная плеги́я (от др.-греч. πληγή «поражение, удар») — полное отсутствие произвольных движений мышц. 
Некоторые характерные виды параличей обозначаются соответствующими терминами, например моноплегия, параплегия, гемиплегия и так далее.
Параличи вызываются теми же причинами, что и парезы.
Псевдопаралич (от др.-греч. παράλυσις — расслабление и др.-греч. ψεῦδος — ложный), ложный паралич — общее название группы психических расстройств, симптомы которых подобны симптомам прогрессивного паралича, расстройство движений, не обусловленное подлинным параличом, а имеющее психогенное происхождение.

## Классификация
В зависимости от нарушения двигательной иннервации заболеванием центральной или периферической нервной системы, различают центральные и периферические параличи, первые из них ещё подразделяют на головно- и спинномозговые.
Для некоторых типических форм паралича установились специальные названия, например:
1. Гемиплегия (hemiplegia) — паралич половины тела, обычно наблюдаемый при заболеваниях головного мозга;
2. Тетраплегия (tetraplegia) — паралич большей части тела, включая верхние и нижние конечности;
3. Моноплегия (monoplegia) — паралич, ограниченный одной из конечностей;
4. Параплегия (paraplegia) — совместный паралич обеих верхних или обеих нижних конечностей, преимущественно обусловленный поражением спинного мозга;
5. Офтальмоплегия — паралич мышц глаза;
6. Птоз (ptosis) — паралич верхнего века, выражающийся в опущении его.

В зависимости от этиологии бывают органические и функциональные параличи.

## Этиология
Паралич чаще всего вызывается повреждением нервной системы, особенно спинного мозга. Другими основными причинами являются инсульт, травма с повреждением нерва, полиомиелит, церебральный паралич, периферическая невропатия, болезнь Паркинсона, ботулизм, трещина позвоночника, рассеянный склероз и синдром Гийена-Барре. Временный паралич возникает во время быстрого сна, и нарушение регуляции этой системы может привести к эпизодам сонного паралича. Препараты, нарушающие функцию нервов, такие как кураре, также могут вызывать паралич.
Органические параличи возникают при поражении нервной системы на разном её уровне опухолью, травмой, инфекцией или каким-либо другим фактором.
Функциональные параличи — следствие застойного участка торможения в головном мозге, например, при диссоциативных (конверсионных) расстройствах по МКБ-10 (а именно диссоциативных двигательных расстройствах — F44.4), ранее встречавшихся при так называемой истерии. Функциональные параличи могут быть полными или частичными, возникают в условиях психотравмирующей ситуации и отличаются своей демонстративностью. Когда нет зрителей, они могут полностью пропадать.

## Симптоматика

### Центральный (спастический) паралич
Развивается при повреждении пирамидального пути на любом уровне. При этом атрофии мышц нет. Из-за отсутствия тормозящего влияния коры большого мозга вначале возникает мышечная гипотония, затем развивается мышечная гипертония и усиление рефлексов: гиперрефлексия, гипертрофия. В связи с этим центральный паралич называют спастическим. Клинические проявления зависят от уровня поражения пирамидных путей.

### Периферический паралич
Периферический паралич является результатом поражения периферических двигательных нейронов, то есть клеток передних рогов спинного мозга (или двигательных ядер черепных нервов), передних корешков и двигательных волокон спинномозговых и черепных периферических нервов. Этот тип параличей характеризуется утратой рефлексов, гипотонией и дегенеративной атрофией мышц, сопровождающейся так называемой реакцией перерождения.

## Болезни, для которых характерен органический паралич
1. Инсульт
2. Травма спинного мозга
3. Травма, в том числе повреждение нерва[англ.]
4. Полиомиелит
5. Боковой амиотрофический склероз
6. Ботулизм
7. Рассеянный склероз
8. Синдром Гийена — Барре
9. Клещевой паралич

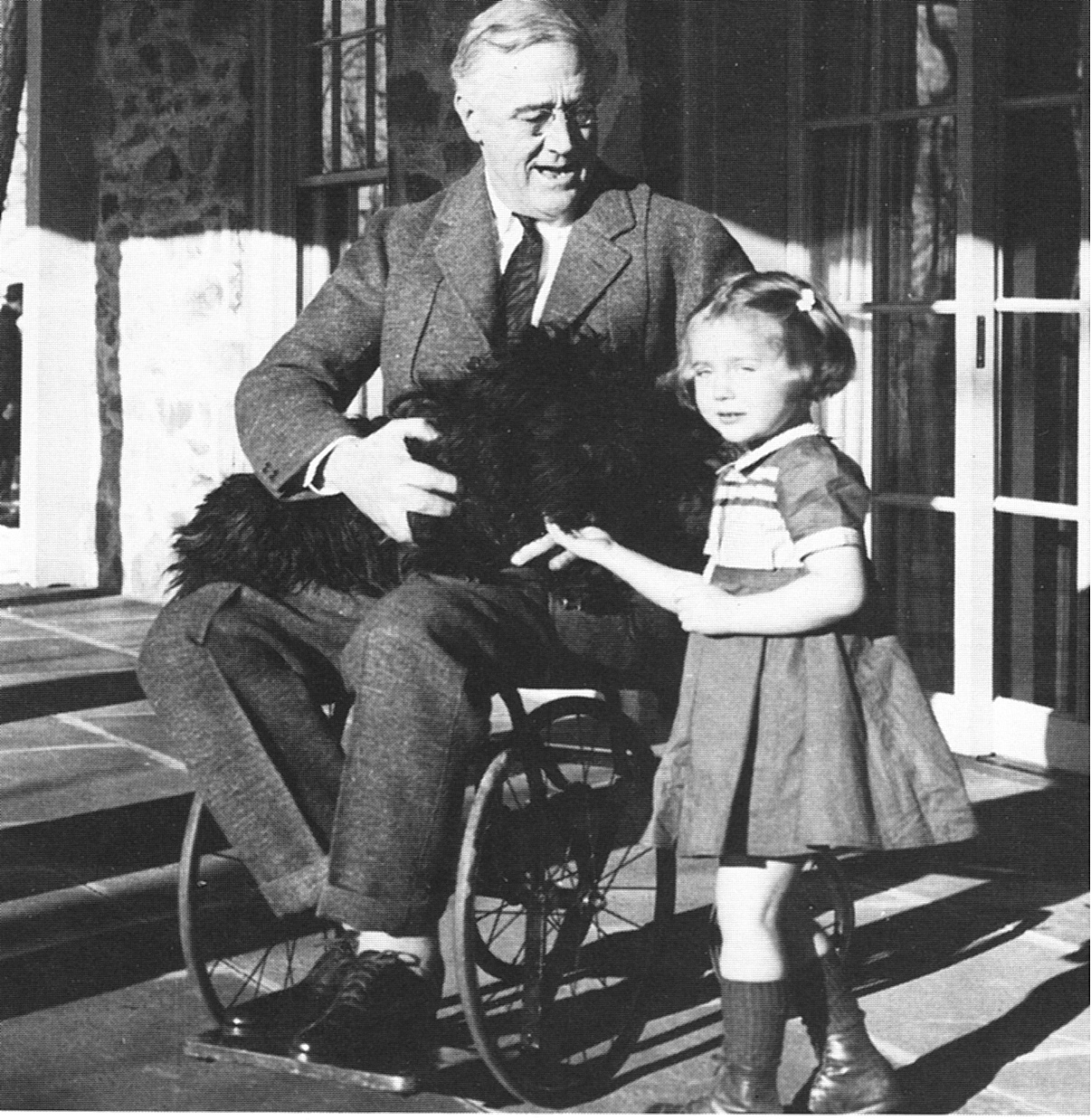
Ф. Д. Рузвельт — 32-й президент США, прикованный к инвалидной коляске параличом вследствие полиомиелита

10. Отравления (соединения ртути, нейротоксины (ботулотоксины, батрахотоксин, конотоксины, сакситоксин, тетродотоксин и другие), фосфорорганические соединения, в том числе боевые отравляющие вещества, например, ДФФ, табун, зарин, зоман, V-газы.)

## Лечение
Важным аспектом является профилактическая мобилизация парализованных конечностей, с целью предотвращения возникновения контрактур, которые сделают движение невозможным, зафиксировав сустав, даже если двигательные функции восстановятся.
Другим методом лечения является функциональная электростимуляция. Её применение помогает предотвратить мышечную атрофию. Электростимуляция также применяется в некоторых аппаратах для механотерапии.
При лечении параличей, вызванных поражением центральной нервной системы, широко используются роботизированные комплексы, способствующие восстановлению двигательных функций. Подобные системы основываются на теории моторного обучения за счёт многократного повторения движений.
Одним из методов такого лечения является HAL-терапия.